# Важинский, Александр Григорьевич
Александр Григорьевич Важинский — командир эскадрильи 6-го бомбардировочного авиационного Краковского полка 219-й бомбардировочной авиационной Ченстоховской дивизии 4-го бомбардировочного авиационного корпуса, 2-й воздушной армии, 1-го Украинского фронта, майор. Герой Советского Союза.

## Биография

### Ранние годы
Александр Григорьевич Важинский родился 27 февраля 1910 года в городе Майкоп Кубанской области (ныне Республика Адыгея) в семье русского рабочего. Оставшись сиротой в 11 лет, когда умер отец, работавший клееваром на мебельной фабрике, он бросил школу и пошел работать пастухом у кулака. В 1926 году, окончив школу рабочей молодежи, трудился электромонтером в городских электрических сетях и на мебельной фабрике. В 1931 году он покинул родной Майкоп и уехал в Харьков, где работал на турбогенераторном заводе бригадиром комсомольской бригады электромонтеров и одновременно учился в электромеханическом институте.
С августа 1933 года — в рядах Красной Армии. Окончил военную авиационную школу лётчиков в Харькове в 1936 году. 

### В РККА
В августе 1933 года А. Г. Важинский по спецнабору ЦК ВКП(б) был призван в ряды Красной Армии и направлен комитетом комсомола завода в 9-ю Харьковскую военную авиашколу летчиков. Незаметно пролетели три года напряженной учебы и в январе 1936 года, получив звание лейтенанта, начал службу пилотом в авиачастях Белорусского военного округа. Летом 1940 года, как одного из лучших лётчиков, обладавшего высоким лётным мастерством и методической культурой, его направили лётчиком-инструктором в Пуховичскую военную авиашколу, которая с началом войны была эвакуирована в Чкалов и влилась в состав местной авиашколы лётчиков.Член КПСС с 1942 года.
Будучи командиром учебного звена, Александр Григорьевич всего себя отдавал делу обучения и воспитания будущих лётных кадров, но душа его рвалась на фронт, туда, где решалась судьба страны. Писал рапорт за рапортом, пока не была удовлетворена его просьба.

### Участие в Великой Отечественной войне
Он был назначен командиром звена в 18-й Краснознамённый бомбардировочный авиаполк 202-й Средне-Донской бомбардировоч¬ной авиационной дивизии, а в мае 1943 года, став заместителем командира эскадрильи, прибыл на Юго-Западный фронт, войска которого вели тяжелые оборонительные действия на Северском Донце.
Начиная с 5 мая 1943 года, Александр Важинский принимал участие в боевых действиях на фронтах Великой Отечественной войны. В составе 18-го бомбардировочного авиационного полка 5-й воздушной армии и 6-го бомбардировочного авиаполка (с 15 мая 1944 года) Важинский совершал боевые вылеты на Воронежском и 1-м Украинском фронтах.
К апрелю 1945 года совершил 116 боевых вылетов на разведку и бомбардировку железнодорожных станций, аэродромов, скоплений живой силы и техники противника. Из них 72 боевых вылета — на боевые задания группы и 19 — на разведку. Важинский первым ввёл метод использования самолётов Пе-2 на «свободную охоту» и совершил 15 таких вылетов в исключительно сложных метеоусловиях.
Эскадрилья Важинского под его руководством произвела 554 боевых вылета, уничтожив 240 машин, 90 танков, 28 складов с горючим и боеприпасами, а также ряд других объектов (аэродромы, взлётно-посадочные полосы, железнодорожное полотно, составы и т. п.). Кроме того, эскадрилья нанесла противнику большой урон в живой силе, а в воздушных боях сбила 9 самолётов, при этом потеряв один свой экипаж.
Указом Президиума Верховного Совета СССР от 27 июня 1945 года за мужество и героизм, проявленные в боях с немецко-фашистскими захватчиками, за отличное вождение групп с наименьшими потерями, отличное руководство подразделением и 116 успешных боевых вылетов, майору Важинскому Александру Григорьевичу было присвоено звание Героя Советского Союза с вручением ордена Ленина и медали «Золотая Звезда».

### После войны
С 1947 года Александр Важинский — майор запаса. Проживал в городе Сочи и работал заместителем директора по хозяйственной части Мацестинского чайсовхоза.
2 октября 1970 года Александр Григорьевич Важинский скончался.

## Награды и звания
- Герой Советского Союза[2]
- Орден Ленина[3]
- Орден Красного Знамени[4]
- Орден Красного Знамени[5]
- Орден Александра Невского[6]
- Медаль «За боевые заслуги»[7]
- Медаль «За победу над Германией в Великой Отечественной войне 1941—1945 гг.» (9 мая 1945[8])
- Медаль «В ознаменование 100-летия со дня рождения Владимира Ильича Ленина» (6 апреля 1970)
- Юбилейная медаль «Двадцать лет Победы в Великой Отечественной войне 1941—1945 гг.» (7 мая 1965[9])
- Медаль «30 лет Советской Армии и Флота»

## Память
- Имя Героя высечено золотыми буквами в зале Славы Центрального музея Великой Отечественной войны в Парке Победы города Москвы.
- На могиле установлен надгробный памятник.